# Ammiraglio della flotta
Quello di ammiraglio della flotta è il più alto rango di ufficiale navale. In molte nazioni questo grado è riservato unicamente ai periodi di guerra ai più alti dignitari e per nomine cerimoniali. Il rango è solitamente superiore a quello di ammiraglio (che è il più alto grado della marina in tempo di pace) ed è normalmente ricoperto dall'ammiraglio più anziano dell'intera marina nazionale.
Il termine è utilizzato anche genericamente per un ammiraglio anziano che comanda un grande gruppo di navi compresa una flotta o un gruppo di flotte. I nomi relativi a questo rango variano di molto a seconda delle nazioni che lo utilizzano giungendo ad usare anche ammiraglio della marina e grande ammiraglio.
Ammiraglio della flotta corrisponde nell'esercito di terra al rango di feldmaresciallo o maresciallo dell'aria, ranghi tutti superiori a quello di generale.

## Etimologia
Il titolo di ammiraglio della flotta traccia le proprie origini nel medioevo quando il titolo era garantito nello specifico a un nobile che venisse nominato da un monarca ed elevato al comando della marina di un paese durante una specifica campagna.

## Uso nelle specifiche nazioni
- Admiral of the fleet  Australia
- Admiral flote  Croazia
- Ammiraglio di Francia o ammiraglio della flotta  Francia
- Gensui-kaigun-taishō  Giappone
- Großadmiral  Germania  Germania
- Großadmiral  Austria-Ungheria
- Archinavarchos (αρχιναύαρχος)  Grecia
- Admiral of the fleet  India
- Grande ammiraglio  Italia
- Laksamana armada  Malaysia
- Admiral of the fleet  Nigeria
- Admiral of the fleet  Nuova Zelanda
- Admiraal  Paesi Bassi
- Admirał floty  Polonia
- Almirante da armada  Portogallo
- Mareșal Amiral  Romania
- Ammiraglio della flotta  Russia
  - Ammiraglio generale  Russia
  - Ammiraglio della flotta  Unione Sovietica
  - Ammiraglio della Flotta dell'Unione Sovietica  Unione Sovietica
- Capitán general de la armada  Spagna
- Chom phon ruea  Thailandia
- Büyükamiral  Turchia
- Admiral flote  Jugoslavia
- Admiral of the fleet  Regno Unito
- Fleet admiral  Stati Uniti
  - Admiral of the Navy  Stati Uniti (1903-1917)
- Flottenadmiral  Germania Est

Nella Marine nationale francese il termine può portare ad ambiguità di traduzione perché non vi è differenza tra ammiraglio e ammiraglio di flotta. In Francia esiste il titolo di ammiraglio di Francia che è onorifico corrispondente al titolo di maresciallo di Francia, ma non viene assegnato dal 1869. Nel 1939 venne concesso il titolo di amiral de la flotte a François Darlan, unico nella storia francese a ricevere questo titolo.
Nella marina turca il grado corrispondente è büyük amiral che letteralmente significa "grande ammiraglio", titolo che viene conferito unicamente dall'Assemblea Nazionale e viene concesso solo ad un ammiraglio che ha guidato con successo la vittoria di una grande flotta alla fine di una guerra. Il titolo non è stato più concesso durante l'epoca repubblicana. Durante il periodo dell'Impero ottomano inoltre i comandanti generali della marina avevano il titolo tradizionale di Kapudan-i Derya.

## Grecia
Nella marina ellenica il grado corrispondente in epoca monarchica era Stolarchis (greco: Στολάρχης), corrispondente all'Archinavarchos (greco: Αρχιναύαρχος; abbreviato: Αρνχος) della Grecia classica, conferito in vari periodi della storia ad ammiragli illustri. In Grecia il grado non è più utilizzato e nella Grecia moderna era un titolo onorifico conferito durante la monarchia ai Re Giorgio, Paolo e Costantino. Il titolo è stato abolito dopo la fine della monarchia.

## Medio Oriente
In Medio Oriente il termine Mushīr (araboمشير) che in arabo significa "consigliere" o "consulente" in un contesto militare, associato all'idea di consigliere personale o consulente in materia militare, era il rango più elevato nei paesi arabi e nell'Impero ottomano, e usato come rango più elevato nella maggior parte delle forze armate del Medio Oriente e del Nordafrica, per gli eserciti, le marine e le forze aeree è equivalente ai ranghi di Feldmaresciallo e Ammiraglio della flotta. In Egitto, prima della caduta della monarchia nel 1952, la marina egiziana disponeva del rango equivalente di Sayed Elbehar Elazam.

## Polonia
Nella Marina Polacca (polacco: Marynarka Wojenna) il grado corrispondente ad ammiraglio della flotta è quello di Maresciallo di Polonia che ha codice di equivalenza NATO OF-10 e viene conferito solamente in tempo di guerra. 
Il grado denominato Ammiraglio della flotta, (polacco: admirał floty) è stato istituito ai sensi della legge del 21 dicembre 2001 e introdotto il 1º gennaio 2002. Il grado è equivalente al generale di corpo d'armata dell'Esercito e al generale di squadra aerea dell'Aeronautica militare polacca (polacco: generał broni) ha codice di equivalenza NATO OF-8, inferiore al grado di ammiraglio, che ha codice di equivalenza NATO OF-9, e superiore al grado di viceammiraglio, ed è corrispondente al grado di Ammiraglio di squadra con incarichi speciali della Marina Militare Italiana e al viceammiraglio di squadra della Marine nationale francese, ed è riservato al Comandante in capo della Marina Polacca. Fino al 2002 i gradi di ammiraglio erano articolati su tre livelli: contrammiraglio (polacco: Kontradmirał), viceammiraglio (polacco: Wiceadmirał) e ammiraglio (polacco: Admirał); il distintivo di grado di Ammiraglio della flotta è uguale al precedente distintivo di grado di Ammiraglio che è il più alto grado della Marynarka Wojenna ed è equiparato al generale a quattro stelle, grado creato nel 2002, in seguito all'entrata della Polonia nella NATO e riservato al comandante in capo delle forze armate polacche quando a ricoprire tale carica è un ufficiale della Marina.

## Regno Unito
Quello di ammiraglio della flotta è il più alto rango della Royal Navy oltre che di altre marine nel mondo, che è equiparato ai vari gradi "OF-10" delle forze militari aderenti alla NATO secondo la standardizzazione STANAG.
Il rango continua ad esistere nella Royal Navy britannica anche se le nomine sono ufficialmente cessate nel 1996.

## Repubblica Democratica Tedesca

Flottenadmiral
Admiral
Vizeadmiral
Konteradmiral

Nella Volksmarine della Repubblica Democratica Tedesca l'ammiraglio della flotta (tedesco: Flottenadmiral) era omologo del Generale d'armata (tedesco: Armeegeneral) dell'esercito della Nationale Volksarmee.
Il grado è stato istituito il 25 marzo 1982, ad imitazione del grado di ammiraglio della flotta della Marina sovietica, ma non è mai stato assegnato. Nella scelta del nome, Ammiraglio della flotta, prevalse sull'ex grado tedesco di Ammiraglio generale. 
Nel novembre 1989 il grado di ammiraglio della flotta è stato abolito.
Distintivi di grado degli ufficiali di bandiera della Volksarine
| Codice NATO    | OF-9    | OF-8       | OF-7          | OF-6 |
| -------------- | ------- | ---------- | ------------- | ---- |
| Germania Est   |         |            |               |      |
| Flottenadmiral | Admiral | Vizedmiral | Konteradmiral |      |

Insegna degli ufficiali di bandiera della Volksarine
- Flottenadmiral
- Admiral
- Vizeadmiral
- Konteradmiral

## Russia
Il rango di ammiraglio della flotta (russo: адмирал флoта, admiral flota) è il più alto della Marina russa ed è equivalente al grado di ammiraglio della flotta della disciolta Marina sovietica, nella quale vi era il titolo di ammiraglio della flotta dell'Unione Sovietica, che dopo il 1988, con la morte dell'ultimo insignito, l'ammiraglio Gorškov è rimasto vacante, e successivamente abolito in seguito allo scioglimento dell'Unione Sovietica. Nella Marina militare sovietica  è stato il più alto grado dal 1940 al 1955, quando venne sostistituito con il grado di ammiraglio della flotta dell'Unione Sovietica. Nel 1962 il rango venne ripristinato accanto a quello di ammiraglio della flotta dell'Unione Sovietica che negli ultimi anni rimase solamente un titolo onorifico.

## Spagna
Nella Armada Española il grado più alto è Almirante general, grado equiparabile all'ammiraglio di squadra con incarichi speciali della Marina Militare Italiana, che in Spagna è stato istituito per essere equiparato alle gerarchie degli altri paesi della NATO  (Codice NATO OF-9) che prevedono per gli ammiragli cinque distinti gradi.
Il grado, secondo la Legge 17/1999, è a carattere temporale e viene assegnato all'ammiraglio che viene nominato Capo di stato maggiore della marina (spagnolo: Almirante Jefe del Estado Mayor de la Armada - AJEMA) o Capo di stato maggiore della difesa (spagnolo: Jefe del Estado Mayor de la Defensa - JEMAD) nel caso provenga dai ranghi della Armada Española.
Il grado equiparabile ad Ammiraglio della flotta o a Grande ammiraglio è Capitán general de la Armada che è un grado puramente onorario e viene conferito unicamente al Re di Spagna.
Durante il XVI e il XVII secolo nella Armada Española vi era il Capitán General de la Armada de la Mar Oceana e il Capitán-General de Galeras, rispettivamente per il comando in capo dell'Atlantico e del Mediterraneo. Tra i capitani generali della marineria spagnola Ferdinando Magellano, comandante della flotta che ha effettuato la prima circumnavigazione del globo terrestre.
Dal 1750 vi fu un solo Capitán general, nominato dal re, ed era comandante in capo della Real Armada Española, con pieni poteri giurisdizionali. Il comandante in seconda della flotta era un Almirante (ammiraglio), nominato dal capitano generale e responsabile del naviglio della squadra. Il primo capitano generale fu Juan José Navarro.
Anche un italiano ricevette il titolo di Capitán general de la Armada: l'ammiraglio Federico Carlo Gravina nato a Palermo e promosso al grado di Capitan general de la Armada nel 1805 dopo la battaglia di Trafalgar, in cui subì una ferita al braccio sinistro che, non curata adeguatamente, lo portò alla morte l'anno dopo. Dal 1874 a ricevere il titolo furono solo i monarchi spagnoli, ex officio, o delle personalità, ad honorem.
Durante il regime franchista a detenere il rango di Capitán General de la Armada sono stati il Caudillo, Francisco Franco e, post mortem, l'ammiraglio Luis Carrero Blanco.
Nel 1992 Re Juan Carlos nominò il padre Giovanni di Borbone-Spagna, Capitan general de la Armada ad honorem.

## Stati Uniti
Ammiraglio della flotta è il più alto rango della US Navy equiparato ai vari gradi "OF-10" delle forze militari aderenti alla NATO secondo la standardizzazione STANAG.
Il grado è stato istituito nel 1944 nel corso della seconda guerra mondiale ed equiparato al General of the Army dell'esercito americano. Ad ottenere il conferimento di tale grado sono stati i seguenti ammiragli:
- William D. Leahy (15 dicembre 1944)
- Ernest King (17 dicembre 1944)
- Chester W. Nimitz (19 dicembre 1944)
- William Halsey Jr. (11 dicembre 1945)